# Llista d'alcaldes de Prada
Els alcaldes de la comuna de Prada (Conflent) des del 1790 han estat:
| Data inicial | Fi del mandat | Nom                                                     |
| 31.1.1790    | 1795          | Nicolas Denis Jacques Jacomet                           |
| 1795         | 1800          | Joseph Boixo                                            |
| 1800         | 1804          | Emmanuel Blaise Hortet                                  |
| 24.5.1805    | 1813          | Julien Roca                                             |
| 1813         | 1814          | Denis Jacomet                                           |
| 1814         | 1815          | Julien Roca                                             |
| 1815         | 1816          | Denis Bonaventure Urbain Georges de Forges de Montagnac |
| 1816         | 1824          | Joseph Jacques Marc Damien François de Gelcen           |
| 1824         | 1829          | Jacques Joseph François Xavier de Gelzen                |
| 1829         | 1831          | Jacques-François Izos                                   |
| 1831         | 1831          | Joseph Jacomet                                          |
| 1831         | 1832          | Jean Maria                                              |
| 1832         | 1833          | Victor Dominique Julien Bordes                          |
| 1833         | 1834          | Alphonse Jacomet                                        |
| 1834         | 1838          | Jean Dominique Nicolas Roca                             |
| 1838         | 1841          | Jean Baptiste Circan                                    |
| 1841         | 1846          | Thomas Pujol                                            |
| 1846         | 1848          | Jean-Cyr Pallarès                                       |
| 1848         | 1850          | Joseph Lacroix                                          |
| 1850         | 1850          | Jean Baptiste de Tixedor                                |
| 1850         | 1853          | Jean Galaud                                             |
| 1853         | 1860          | Jacques Guillo                                          |
| 1861         | 1870          | Gustave Pallarès                                        |
| 1870         | 1870          | Jean Bés                                                |
| 1870         | 1873          | Auguste Calmon                                          |
| 1874         | 1876          | Joseph Jean Xavier de Gelcen                            |
| 1876         | 1877          | Jean-Baptiste Romeu                                     |
| 1877         | 1878          | Albert Circan                                           |
| 1878         | 1878          | Édouard Paul Yves Gaudéric Vilar                        |
| 1878         | 1879          | Jean-Baptiste Romeu                                     |
| 1879         | 1879          | Philippe de Bordes                                      |
| 1879         | 1885          | Xavier Pradel                                           |
| 1885         | 1886          | Édouard Vilar                                           |
| 1886         | 1890          | Ferdinand Xatard                                        |
| 1890         | 1890          | Denis Saleta                                            |
| 1890         | 1894          | Paul Vilar                                              |
| 1894         | 1904          | Jean Petit                                              |
| 1904         | 1908          | Denis Saleta                                            |
| 1908         | 1912          | Jean Joseph Arrous                                      |
| 1912         | 1919          | Auguste Bernard                                         |
| 1919         | 1923          | Louis Rous                                              |
| 1923         | 1925          | Jean Arrous                                             |
| 1925         | 1926          | Louis Fournols                                          |
| 1926         | 1929          | Vicent Freixe                                           |
| 1929         | 1931          | Charles Henri de Lacroix-Barrera                        |
| 1931         | 1940          | Antoine Lavall                                          |
| 1940         | 1941          | Justin Fabre                                            |
| 1941         | 1944          | Victor Pyguillem                                        |
| 1944         | 1947          | Pierre Palau                                            |
| 1947         | 1965          | Jean Clerc                                              |
| 1965         | 1977          | Louis Monestier                                         |
| 1977         | 1983          | Henri Gipolo                                            |
| 1983         | 1987          | Guy Malé                                                |
| 1987         | 1989          | Manuel Mulcio                                           |
| 1989         | 2001          | Paul Blanc                                              |
| 2001         | 2008          | Jean-François Denis                                     |
| 2008         |               | Jean Castex                                             |